# Dragg
- Övre vänster: Större dragg funktionell som ankare.
- Övre höger: Skiss av en änterdragg.
- Undre vänster: Bilden visar två mindre draggar avsedda att använda för att söka efter förlorad fiskeutrustning utmed botten.
- Undre höger: Bilden visar en motorbåt som har lagt ankar med hjälp av en dragg – paraplydragg kallad – på en strand i Kenya.

Dragg (av verbet draga) är ett redskap i form av ett mindre ankare utan stock och med flera, normalt med tre till sex, armar. En dragg kan användas som ankare, framförallt för mindre fartyg vid tillfällig förankring, eller som redskap för att försöka få tag i föremål på botten i syfte att bärga det. Det är som exempel inte ovanligt att en dragg används för att leta efter människor som befaras ha förolyckats genom drunkning.

## Dragga
Verbet dragga innebär att ett förankrat fartygs ankare inte fått fäste i havsbotten, varav det "drager" (drar) på botten eller i vattnet vid förflyttning, eller att med en dragg söka av botten för att försöka få tag i något föremål på botten i syfte att bärga det.

## Varianter
- Fiskdragg – dragg för att fiska upp eller dragga efter föremål i vattnet, ofta mindre med spetsiga armar.[5]
- Änterdragg – mindre dragg för äntring, via handkast ämnad att greppa reling, karm eller annat på det skepp eller det objekt man ämnar äntra, för att sedan klättra dit via repet fäst i draggen.
- Krake eller krabba – primitiv dragg (träankare), bestående av en konkavgrenig buskstam eller grantopp (senare begrepp även träkors) i vars mitt man fastgjort en sänksten.[6][7]

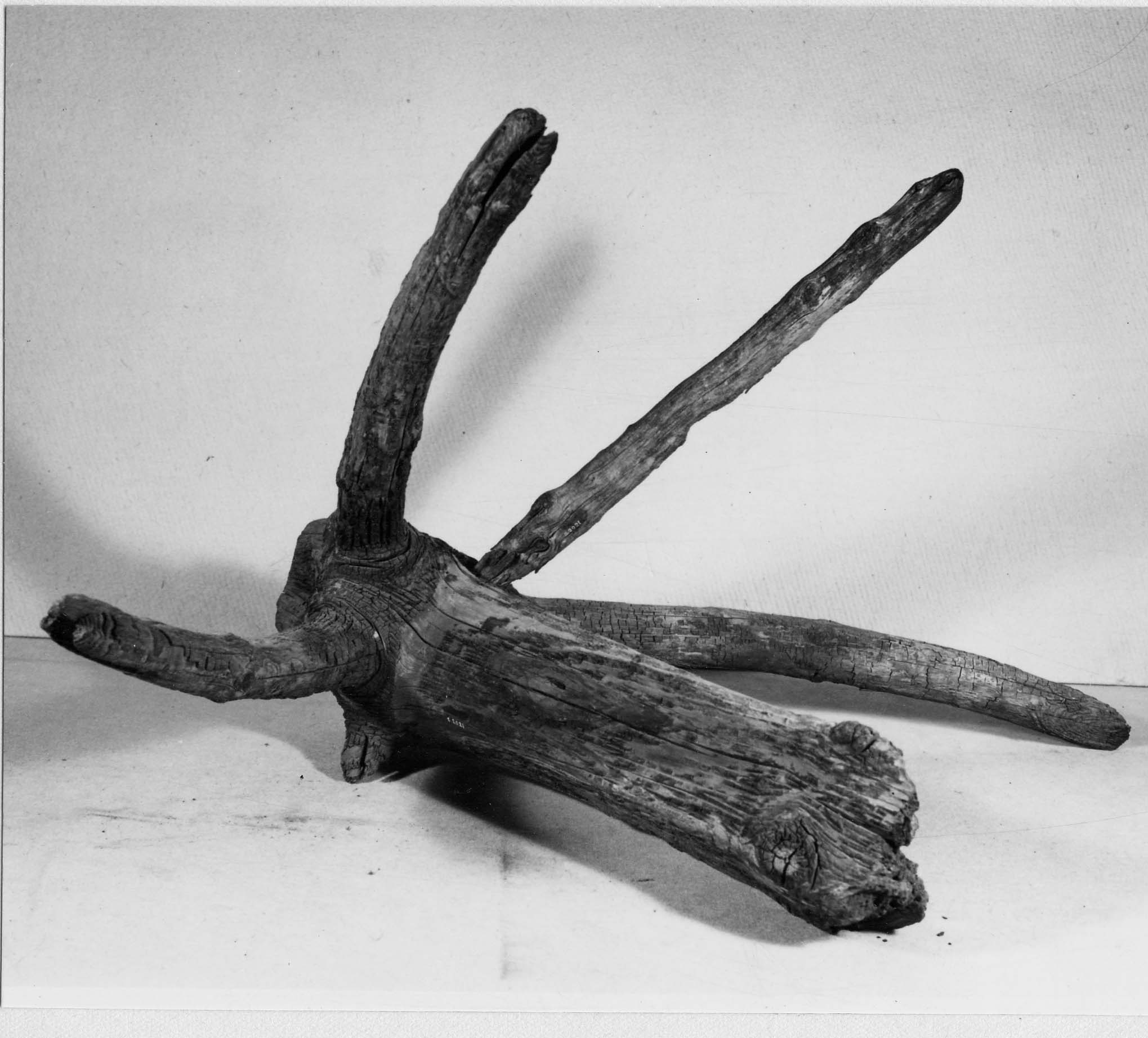
Krake eller krabba, en dragg gjord av en trädkrona, historiskt kallad krake eller krabba, här utan sänke.